# يوشينوري أوسومي
يوشينوري أوسومي (باليابانية: 大隅 良典 Ōsumi Yoshinori) من مواليد 9 فبراير 1945، هو عالم في مجال علم الأحياء الخلوي ومتخصص في الالتهام الذاتي (البلعمة الذاتية) للخلايا الحية، وهو أستاذ في معهد طوكيو للتكنولوجيا. حصل على جائزة كيوتو للعلوم الأساسية عام 2012، و‌جائزة نوبل لعام 2016 في علم وظائف الأعضاء (الفسيولوجيا) أو الطب لاكتشافاته آليات الالتهام الذاتي.

## السيرة
ولد أوسومي في 9 فبراير 1945 في مدينة فوكوكا جنوب اليابان. و حصل على البكالوريوس في العلوم عام 1967 و الدكتوراه في عام 1974، وكلاهما من جامعة طوكيو. في 1974-1977 كان زميل ما بعد الدكتوراه في جامعة روكفلر في مدينة نيويورك.
عاد إلى جامعة طوكيو في عام 1977 كباحث مساعد؛ عين محاضراً هناك في عام 1986، ورقي إلى أستاذ مشارك في عام 1988. وفي عام 1996 انتقل إلى المعهد الوطني لعلم الأحياء الأساسية في مدينة أوكازاكي باليابان. حيث عين أستاذا. من 2004 إلى 2009 كان هو أيضا أستاذاً في جامعة الدراسات العليا للدراسات المتقدمة في هياما، اليابان. في عام 2009 انتقل إلى منصب أستاذ فخري في المعهد الوطني للبيولوجيا الأساسية وفي جامعة الدراسات العليا للدراسات المتقدمة، والأستاذية في منظمة البحوث المتقدمة، معهد البحوث المتكاملة، معهد طوكيو للتكنولوجيا. حتى بعد تقاعده في 2014 كان ما يزال أستاذاً في معهد البحوث المبتكرة، ومعهد طوكيو للتكنولوجيا حتى الآن. و حاليا، هو رئيس وحدة بحوث بيولوجيا الخلية بمعهد البحوث المبتكرة التابع لمعهد طوكيو للتكنولوجيا.

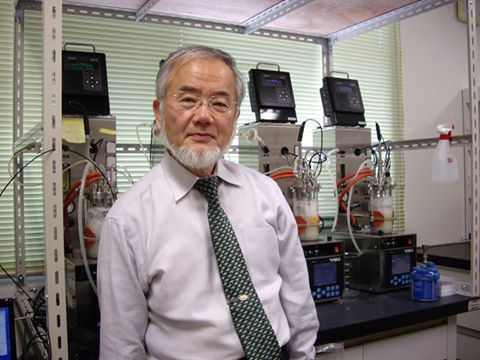
أوسومي في مختبره في طوكيو للتكنولوجيا

في عام 2016 حصل على جائزة نوبل في علم وظائف الأعضاء (الفسيولوجيا) أو الطب لإكتشاف آليات الالتهام الذاتي.

## الجوائز
- جائزة فوجيهارا من مؤسسة فوجيهارا للعلوم (2005)
- جائزة أكاديمية اليابان من أكاديمية اليابان (2006)
- جائزة أساهي، من صحيفة أساهي (2009)
- جائزة كيوتو في العلوم الأساسية (2012)[19]
- جائزة جايردنر الدولية (2015)
- الجائزة الدولية في علم الأحياء (2015)
- جائزة كيو للعلوم الطبية (2015)
- جائزة روزنستايل (2015)
- جائزة ويلي في علوم الكيمياء الحيوية (2016)
- جائزة نوبل في الطب أو علم وظائف الأعضاء (2016)[20]

## وصلات خارجية
- يوشينوري أوسومي على موقع الموسوعة البريطانية (الإنجليزية)
- يوشينوري أوسومي على موقع مونزينجر (الألمانية)

1. ↑  Japan Society for the Promotion of Science، QID:Q199781
2. ↑  Encyclopædia Britannica | Yoshinori Ohsumi (بالإنجليزية), QID:Q5375741
3. ↑  Brockhaus Enzyklopädie | Yoshinori Ohsumi (بالألمانية), OL:19088695W, QID:Q237227
4. ↑   https://breakthroughprize.org/Laureates/2. {{استشهاد ويب}}: |url= بحاجة لعنوان (مساعدة) والوسيط |title= غير موجود أو فارغ (من ويكي بيانات) (مساعدة)
5. ↑   https://www.aaas.org/news/2017-aaas-fellows-recognized-advancing-science. {{استشهاد ويب}}: |url= بحاجة لعنوان (مساعدة) والوسيط |title= غير موجود أو فارغ (من ويكي بيانات) (مساعدة)
6. ↑   https://www.pauljanssenaward.com/winners. {{استشهاد ويب}}: |url= بحاجة لعنوان (مساعدة) والوسيط |title= غير موجود أو فارغ (من ويكي بيانات) (مساعدة)
7. ↑   http://www.japantimes.co.jp/news/2016/10/03/world/japanese-microbiologist-yoshinori-ohsumi-wins-nobel-prize-in-medicine-for-autophagy-research/. {{استشهاد ويب}}: |url= بحاجة لعنوان (مساعدة) والوسيط |title= غير موجود أو فارغ (من ويكي بيانات) (مساعدة)
8. ↑   http://www.nobelprize.org/nobel_prizes/medicine/laureates/2016/. {{استشهاد ويب}}: |url= بحاجة لعنوان (مساعدة) والوسيط |title= غير موجود أو فارغ (من ويكي بيانات) (مساعدة)
9. ↑   https://www.nobelprize.org/nobel_prizes/about/amounts/. {{استشهاد ويب}}: |url= بحاجة لعنوان (مساعدة) والوسيط |title= غير موجود أو فارغ (من ويكي بيانات) (مساعدة)
10. ↑   https://www.lemonde.fr/medecine/article/2016/10/03/le-nobel-de-medecine-remis-au-japonais-yoshinori-ohsumi-pour-ses-recherches-sur-l-autophagie_5007277_1650718.html. {{استشهاد ويب}}: |url= بحاجة لعنوان (مساعدة) والوسيط |title= غير موجود أو فارغ (من ويكي بيانات) (مساعدة)
11. ↑   https://www.brandeis.edu/rosenstiel/rosenstiel-award/past.html. {{استشهاد ويب}}: |url= بحاجة لعنوان (مساعدة) والوسيط |title= غير موجود أو فارغ (من ويكي بيانات) (مساعدة)
12. ↑   http://www.jsps.go.jp/english/e-biol/02_pastrecipients.html. {{استشهاد ويب}}: |url= بحاجة لعنوان (مساعدة) والوسيط |title= غير موجود أو فارغ (من ويكي بيانات) (مساعدة)
13. ↑   https://www.ms-fund.keio.ac.jp/en/prize/list.html. {{استشهاد ويب}}: |url= بحاجة لعنوان (مساعدة) والوسيط |title= غير موجود أو فارغ (من ويكي بيانات) (مساعدة)
14. ↑   http://www.gairdner.org/content/yoshinori-ohsumi. {{استشهاد ويب}}: |url= بحاجة لعنوان (مساعدة) والوسيط |title= غير موجود أو فارغ (من ويكي بيانات) (مساعدة)
15. ↑   http://www.mext.go.jp/b_menu/houdou/27/11/attach/1363163.htm. {{استشهاد ويب}}: |url= بحاجة لعنوان (مساعدة) والوسيط |title= غير موجود أو فارغ (من ويكي بيانات) (مساعدة)
16. ↑   https://www.kyotoprize.org/en/laureates/yoshinori-ohsumi/. {{استشهاد ويب}}: |url= بحاجة لعنوان (مساعدة) والوسيط |title= غير موجود أو فارغ (من ويكي بيانات) (مساعدة)
17. ↑  Lawrence Biemiller, "Kyoto Prize Is Awarded to 3 Scholars" The Chronicle of Higher Education Nov. 10, 2012  نسخة محفوظة 18 أكتوبر 2016 على موقع واي باك مشين.
18. ↑  "The Nobel Prize in Physiology or Medicine 2016". The Nobel Foundation. 3 أكتوبر 2016. مؤرشف من الأصل في 2018-08-11. اطلع عليه بتاريخ 2016-10-03.
19. ↑  "Yoshinori Ohsumi". Kyoto Prize. مؤرشف من الأصل في 2018-12-12. اطلع عليه بتاريخ 2016-10-03.
20. ↑  "Yoshinori Ohsumi wins Nobel prize in medicine for work on autophagy". The Guardian. مؤرشف من الأصل في 2019-05-04. اطلع عليه بتاريخ 2016-10-03.